# Hugh Duffy
Hugh Duffy (26 de novembro de 1866 – 19 de outubro de 1954) foi um jogador profissional de beisebol que atuou como outfielder e treinador na Major League Baseball. Foi jogador-treinador do Chicago White Stockings, Chicago Pirates, Boston Reds, Boston Beaneaters, Milwaukee Brewers e Philadelphia Phillies entre 1888 e 1906. Teve seus melhores anos com os Beaneaters, incluindo a temporada de 1894, quando estabeleceu o recorde em temporada única da MLB em média de rebatidas (44%).
Duffy também treinou o Chicago White Sox e o Boston Red Sox e passou muitas temporadas treinando no beisebol em faculdades e nas ligas menores. Posteriormente, passou muitos anos como olheiro do Red Sox. Foi eleito para o Baseball Hall of Fame em 1945. Trabalhou para o Boston até 1953. Morreu de problemas cardíacos no ano seguinte.